# USS Harwood (DD-861)
USS Harwood (DD/DDE-861) – amerykański niszczyciel typu Gearing będący w służbie United States Navy w okresie po II wojnie światowej. W 1971 roku wszedł do tureckiej służby jako Kocatepe (D 354), zbombardowany omyłkowo i zatopiony podczas inwazji na Cypr.
Stępkę okrętu położono 29 października 1944 w stoczni Bethlehem Steel Corporation w San Pedro. Zwodowano go 22 maja 1945, matką chrzestną była wdowa po patronie okrętu. Jednostka weszła do służby 28 września 1945. Patronem okrętu był Commander Bruce L. Harwood USN (1910–1944), który dwukrotnie został odznaczony Krzyżem Marynarki i został zabity w czasie akcji podczas bitwy w zatoce Leyte.
„Harwood” prowadził operacje wzdłuż wschodniego wybrzeża USA i na Karaibach w składzie 2 Floty. Odbywał także przydziały na Morze Śródziemne w składzie 6 Floty. Przeszedł przez program modernizacji Fleet Rehabilitation and Modernization (FRAM) w New York Naval Shipyard pomiędzy 2 maja 1961 a 2 lutego 1962. „Harwood” został wycofany ze służby i skreślony z listy jednostek floty 1 lutego 1971. 
Okręt został następnie przekazany Marynarce Tureckiej 17 grudnia 1971 i przemianowany na TCG „Kocatepe” (D 354). Okręt wziął udział w tureckiej inwazji na Cypr, podczas której został 21 lipca 1974 zatopiony omyłkowo przez własne lotnictwo (spotykana w publikacjach jest też data 22 lipca 1974). Wraz z niszczycielami „Adatepe” i „Mareşal Fevzi Çakmak” został wysłany na poszukiwanie domniemanego greckiego konwoju, którego w rzeczywistości nie było. Po godzinie 15 niszczyciele tureckie zostały omyłkowo zaatakowane bombami i pociskami rakietowymi przez tureckie samoloty, również wysłane przeciwko konwojowi. W bitwie, jaka się wywiązała, „Kocatepe” otrzymał trafienie bombą z samolotu Lockheed F-104 Starfighter, która wybuchła w kotłowni, i zatonął z 13 oficerami i 51 członkami załogi. Niszczyciel „Adatepe” został również uszkodzony.